# Жак, Илья Семёнович
Илья Семёнович Жак (25 сентября 1906, Полтава — 2 октября 1964, Ленинград) — советский композитор-песенник, дирижёр.

## Биография
В 1930 году окончил Бакинскую консерваторию, играл в различных оркестрах Ленинграда. В 1938—1941 годах был музыкальным руководителем и главным аранжировщиком джаз-оркестра Якова Скоморовского, для которого написал или обработал большинство исполняемых оркестром эстрадно-джазовых композиций (в том числе «Только для вас», «Вальс», «Еврейская мелодия», «Джаз-фантазия», «Лунный свет», «Дайна», «Я видел звёзды», «Моя красавица», «Блюз»). Работал аккомпаниатором Клавдии Шульженко, для которой написал несколько песен. Другие песни были написаны для Владимира Коралли и Изабеллы Юрьевой. За песню «Бескозырка» (на стихи Н. С. Верховского, 1942) был награждён орденом Красной Звезды.
В 1942 году был вывезен из блокадного Ленинграда, работал в «Ансамбле пяти морей» под руководством  Вано Мурадели в Москве. С 1944 года — второй дирижёр оркестра Ленинградского театра эстрады (в том числе театра миниатюр Аркадия Райкина), в 1953—1955 годах — музыкальный руководитель и композитор Ленинградского эстрадного оркестра Александра Блехмана, для которого создал «Праздничный марш», куплеты, танцевальные миниатюры для программ «Не проходите мимо» (1953) и «По разным адресам» (1955). С конца 1950-х годов — вновь в театре миниатюр Аркадия Райкина.
Автор песен «Эх, Андрюша, нам ли быть в печали» (на стихи Григория Гридова, 1937), «Руки» (на стихи Б. И. Лебедева-Кумача, 1939), «Встречи» («Ты помнишь наши встречи», на стихи Григория Гридова), «На карнавале» (на стихи А. Волкова), «Трое любимых» (на стихи Георгия Рублёва), «Капризное счастье» (на стихи Михайлова и Толмачёва), «Голубой платок» (на стихи Бориса Тимофеева), «В вагоне поезда» (на стихи Марии Карелиной-Кац), «Желание» (на стихи Елизаветы Эльпорт-Мозес), «Счастлив тот, кто любит», «Клава» (на стихи М. Гелера).
Похоронен на Преображенском еврейском кладбище в Санкт-Петербурге.

## Внешние ссылки
- Илья Жак. Интернет-страница (с ссылками на песни).